# Guerra entre Artigas y el Directorio
La guerra entre Artigas y el Directorio fue el primer conflicto interno de los sucedidos entre 1814 y 1880 a los que las Provincias Unidas del Río de la Plata estuvo sometida. Enfrentó al caudillo oriental José Artigas con el gobierno central, de tendencia centralista, dirigido desde la ciudad de Buenos Aires.
El resultado de esta larga guerra civil fue la disolución del gobierno central –durante 32 años la Argentina no tendría ninguno– pero también la caída de parte del territorio argentino bajo la dominación portuguesa, y la desaparición política de Artigas.

## Enfrentamiento de Artigas con el Directorio
José Artigas era un prestigioso oficial del cuerpo de Blandengues, milicias rurales de la Banda Oriental, cuya incorporación al partido independentista decidió a muchos orientales a unírsele. Al frente de ellos venció en la Batalla de Las Piedras (1811), iniciando el sitio de la ciudad de Montevideo. Este hecho permitió iniciar la identificación de la Banda Oriental como un territorio unificado, ya que hasta entonces estaba dividido en tres administraciones diferentes.
Cuando el Primer Triunvirato acordó una paz con el virrey Elío, por la que se le entregaba toda la Banda Oriental a los realistas, los orientales rechazaron el pacto, nombraron a Artigas Jefe de los Orientales y se retiraron hacia el río Uruguay, hecho conocido como el Éxodo oriental.
A comienzos del año 1813 se reinició el sitio, al mando de José Rondeau, que junto a Manuel de Sarratea se dedicaron a quitarle a Artigas sus mejores oficiales, iniciando una crisis que llegaría lejos. En febrero Artigas ejecuta un movimiento estratégico incruento y se apodera de las caballadas de los bonaerenses.
El general Rondeau informa a Buenos Aires, en febrero de 1813:

El coronel Artigas echó al instante mano de los infinitos recursos que tenía para hacer conocer la importancia de ellos e imponerse a este ejército, hasta arrojar de la provincia al general Sarratea.
Empezó a escasear ganado para nuestras tropas, quedó cortada nuestra correspondencia con la capital, y el primer golpe que nos hizo sentir, fue el apresamiento de boyadas y caballadas ejecutado por una maniobra tan rápida que, cuando fue sentida ya la presa era irrecuperable.
El ejército oriental nos cortó la provisión de ganados hasta el punto de clamar nuestros soldados por falta de alimentos.
Un segundo apresamiento de caballos dejó al regimiento de dragones casi a pie...
...en esa misma empresa ha tenido la consideración de no tocar nuestro Parque... para no dejarnos indefensos contra las salidas de las tropas de la Plaza." Rondeau.

Rondeau convocó al coronel Artigas al campamento del Cerrito para su entrada solemne como integrante del ejército el 26 de febrero de 1813:

Mañana es el día glorioso que realiza su unión a este ejército, al frente de las divisiones de su mando, el señor coronel don José Artigas.
Tan plausible acto debe ser solemnizado con demostraciones públicas.
Cuadrando que dicho señor coronel Artigas haga su entrada hasta su alojamiento por la calle que forma la línea de los campamentos, dispondrá V.S. forme mañana la división de su mando y al pasar aquél, las Músicas tocarán marcha y las tropas echarán armas al hombro."  Rondeau.

Artigas se unió entonces al sitio de Montevideo.
El Segundo Triunvirato convocó a la Asamblea del año XIII; con cierto retraso debido a la guerra, el pueblo oriental fue convocado por Artigas en el Congreso de Tres Cruces, donde fueron elegidos los representantes de la Banda Oriental. Al enviarlos a Buenos Aires, el Congreso oriental les dio claras instrucciones de reclamar la independencia absoluta de España, organizar el estado en la forma federal, haciendo que los gobernadores fueran electos por cada provincia, separar los tres poderes del estado, establecer formalmente la Provincia Oriental y fijar la capital fuera de la ciudad de Buenos Aires. Esto último se debía a los antiguos conflictos políticos y comerciales de Montevideo con la capital del virreinato.
La hipótesis que sostenía Artigas era que todos los pueblos tenían los mismos derechos y la capital era solo la residencia de las autoridades elegidas por las provincias. Esto es, que la Revolución no era solo un cambio de amos, en que los pueblos hubieran pasado de ser súbditos de los españoles a súbditos de los porteños.
La Asamblea, que ya había comenzado a sesionar, estaba dominada por la Logia Lautaro, grupo dirigido por Alvear, que no aceptó las instrucciones a los diputados orientales. Con excusas poco convincentes, rechazaron a los diputados y ordenó realizar nuevas elecciones. Rondeau organizó el Congreso de la Capilla de Maciel, que ignoró la autoridad de Artigas, se sometió a la voluntad del general Rondeau y eligió diputados adictos a la Logia.
En respuesta a estos hechos, Artigas consolidó sus relaciones en el interior de la Banda Oriental y en Entre Ríos y Corrientes. Y se preparó para el enfrentamiento abierto.

### La ruptura y el inicio de la guerra
El 31 de diciembre de 1813 Artigas fue informado por el caudillo entrerriano Eusebio Hereñú que la situación en Entre Ríos le era favorable para un alzamiento. Antes de abandonar el sitio de Montevideo, Artigas destacó a Fernando Otorgués al sur del río Negro para que reclutara milicianos en la zona de Mercedes, lo cual alarmó al capitán José Pereyra de Lucena, situado en Santo Domingo Soriano, y al teniente coronel Blas José Pico, que desde Colonia del Sacramento informó a Buenos Aires el 9 de enero sobre los movimientos sospechosos de los artiguistas. El 20 de enero de 1814 Artigas abandonó el sitio. Iba solo, pero a la mañana siguiente sus hombres –más de mil en total– decidieron seguirlo y dejaron desguarnecida el ala derecha del sitio. Además del regimiento de Blandengues de Montevideo que comandaba Artigas, lo siguieron el de infantería N° 3 al mando de Fructuoso Rivera y los de caballería al mando de Otorgués y de Blas Basualdo, mientras que permanecieron en el sitio el regimiento N° 2 de infantería al mando de Manuel Francisco Artigas y las fuerzas al mando de Manuel Pagola. A principios de febrero de 1814 Artigas situó su cuartel general en Belén. Como los realistas no quisieron arriesgarse a aprovechar la oportunidad, Rondeau tuvo tiempo de reorganizar el sitio con el apoyo de la flota de Guillermo Brown. Pocos meses más tarde, las victorias de éste permitían bloquear también Montevideo por el Río de la Plata y Alvear entraba a la rendida Montevideo.
Existen pocas constancias documentales del inicio de las acciones militares. Se sabe que hubo fricciones entre las montoneras de Artigas y los soldados que permanecieron en el sitio durante la retirada de aquellos, destacando Artigas a Rivera en las cercanías de Montevideo para hostilizar a los sitiadores. Y se sabe también que hubo algunos choques menores entre caudillos locales y las fuerzas nacionales en Entre Ríos. El 11 de febrero de 1814 el nuevo Director Supremo Posadas declaró a Artigas infame, privado de sus empleos, fuera de la ley y enemigo de la patria al tiempo que prometía 6000 pesos a quien lo entregara vivo o muerto. En los primeros días de febrero de 1814 Artigas envió a Entre Ríos una fuerza armada al mando de Otorgués, quien se hallaba situado en observación cerca de Paysandú, y cruzó el río Uruguay apoderándose de Concepción del Uruguay, mientras se ponía en contacto con el caudillo de Nogoyá, Eusebio Hereñú. Otorgués derrotó a las fuerzas del comandante general de Entre Ríos, Hilarión de la Quintana, en el combate del Paso de Gualeguaychú el 13 de febrero de 1814. El 20 de febrero de 1814 Hereñú, que había ocupado la Villa de Paraná, reconoció a Artigas como Protector de los Pueblos Libres desconociendo la dependencia de la Tenencia de Gobierno de Santa Fe a la cual estaba sujeta Entre Ríos desde 1810 y estableció de hecho la autonomía de la provincia. Posadas ordenó al barón Eduardo Kaunitz de Holmberg que alistara 400 soldados con artillería en Santa Fe y pasara a Entre Ríos a reunir sus fuerzas con las del comandante general de Entre Ríos, Hilarión de la Quintana. Holmberg llevaba instrucciones de apoderarse como fuera de Artigas y fusilarlo de inmediato.
Holmberg imprudentemente se lanzó a un rápido avance hacia el interior de la provincia, con el resultado de que sus fuerzas, predominantemente milicianos santafesinos, desertaron en el camino. Llegó a Gualeguay, donde recibió la noticia de que el caudillo Hereñú había ocupado la Bajada del Paraná. Regresó rápidamente y fue derrotado por Hereñú el 22 de febrero en el combate de El Espinillo en colaboración con el jefe artiguista Andrés Latorre. Fue tomado prisionero pero, para su sorpresa, Artigas no solo no lo hizo fusilar, sino que lo puso en libertad unos días más tarde. Entre los prisioneros liberados ese día estaba el capitán Estanislao López.
Los realistas de Montevideo creyeron contar con Artigas para su causa enviando una delegación ante el Protector proponiéndole pasarse a su causa (misión Larroba-Costa), a la que dio una respuesta cortés pero negativa, rechazando todas las ofertas realistas, que le prometían cargos militares y hasta dinero con tal de que abandonara la causa de la independencia.
La provincia de Misiones estaba gobernada por el general unitario Bernardo Pérez Planes, que tenía constantes problemas con las autoridades paraguayas. A este territorio Artigas envió a Blas Basualdo, uno de los principales jefes de ese tiempo, quien ocupó el pueblo correntino de Curuzú Cuatiá derrotando luego a las fuerzas de Pérez Planes en el pueblo misionero de Concepción y en la Batalla de La Cruz el 19 de marzo, con lo que los federales pasaron a controlar las áreas occidentales de la Provincia de Misiones, que vinculaba el litoral del Paraná al Paraguay. Pérez Planes fue fusilado por orden de Artigas.
La derrota unitaria en Misiones tuvo repercusión inmediata en la Provincia de Corrientes, donde un pronunciamiento federal dirigido por el teniente de milicias Juan Bautista Méndez derrocó al gobernador unitario Domínguez.
Con apenas unas escaramuzas y una sola batalla, Artigas y sus partidarios dominaron Entre Ríos. El caudillo nombró a Hereñú comandante de Paraná y a Basualdo como comandante del río Uruguay.
Por esa misma época, Otorgués y José Antonio Berdún recorrieron el interior de la Provincia Oriental, logrando que todos los pueblos alejados de Montevideo se pronunciaran por el federalismo. En las mismas villas cercanas a esa ciudad, San José, Canelones, Trinidad y Durazno, el pueblo apoyaba a Artigas.
En tres meses, Artigas había logrado controlar cuatro provincias.

### Contraataque directorial
Mientras se producían estos sucesos, el prestigio y la influencia de Artigas seguían creciendo desmesuradamente en gran parte del territorio provincial y Montevideo seguía a la espera de nuevas tropas que llegarían de España. Posadas comprendió que su situación no era fácil. Fracasado el intento de firmar un nuevo armisticio con los españoles, en términos similares al de octubre de 1811 –que Gaspar de Vigodet rechazó por no tener la seguridad de que Artigas lo atacaría– el director trató de arreglar sus diferencias con el Jefe de los Orientales.
En abril de 1814 envió al caudillo la misión Amaro-Candioti, con el objetivo de restaurar la unidad política de la causa revolucionaria: el fraile Mario Amaro, que tenía simpatías antiguas con Artigas, y Francisco Antonio Candioti, que era un importante estanciero santafesino, que tenía claras inclinaciones a favor del artiguismo. Los comisionados y Artigas llegaron de inmediato a un acuerdo el 23 de abril, sobre la base de la reivindicación de Artigas a quien se le devolvía su cargo militar, se retiraban los cargos de traidor y las condenas a muerte y se reconocía la autonomía de las provincias Oriental y de Entre Ríos. Se pactaba también la constitución de una alianza ofensivo-defensiva entre la Provincia Oriental y Buenos Aires.
Mientras tanto, Alvear ocupó Montevideo. Como Artigas le reclamara que entregara la plaza a los orientales, lo invitó a conferenciar con él. El caudillo envió por delante a Otorgués, cosa que alegró a Alvear, porque, como él mismo declaró, a Artigas "no lo hubiera podido alucinar". Confiado, Otorgués acampó en Las Piedras; a la madrugada siguiente de tomar Montevideo, Alvear cayó sobre el campamento de Otorgués, haciendo una matanza entre sus hombres.
Pocos días después, Posadas rechazaba el tratado de paz del 23 de abril, pues según el punto de vista del Director colocaba en un plano de igualdad, como si se tratase de dos gobiernos nacionales distintos, al de Buenos Aires y a un caudillo subordinado. Pero Artigas fue rehabilitado y declarado buen servidor de la Patria, pese a lo cual el caudillo no regresó a Montevideo. De todos modos, por mediación de Miguel Barreiro, se firmó un segundo tratado, el 9 de julio, que limitaba el acuerdo a la Provincia Oriental.
Mientras tanto, Alvear y sus sucesores gobernaban Montevideo, poniéndose la población en contra por su falta de tacto.
Por indicación de Artigas, el capitán Genaro Perugorría fue enviado a Corrientes a organizar un congreso provincial. Al llegar éste a su destino, encontró que los dirigentes más poderosos estaban disconformes con el congreso, que establecía una especie de federalismo dentro de la provincia, al dar representación a los pueblos del interior. De modo que Perugorría se alió a éstos en contra de Méndez y sus aliados guaraníes. En septiembre, ante un pedido de ayuda militar de parte de Artigas, se pasó al enemigo y se pronunció por la vuelta a la obediencia del Directorio.
Por otro lado, una asonada depuso a Hereñú en Paraná y lo reemplazó por el coronel José Francisco Rodríguez, con lo que el vencedor de El Espinillo comenzó a buscar aliados que lo volvieran al poder que había dejado. En respuesta a estos dos hechos, Posadas declaró creadas las provincias de Entre Ríos y Corrientes, que ya existían en la práctica, pero ahora eran fundadas bajo un sistema unitario.
En agosto, una división enviada desde Buenos Aires al mando de Blas Pico logró expulsar a Basualdo de Gualeguaychú. Envió a perseguirlo al coronel León, que lo volvió a derrotar en Mandisoví el 6 de septiembre. Por el este y centro de la Provincia Oriental, el coronel Manuel Dorrego hizo una campaña muy efectiva, apoyado por José Matías Zapiola, y obtuvo la importante victoria de Marmarajá el 4 de octubre, con lo cual pudo controlar toda la costa desde Colonia hasta Chuy, en el límite con Brasil. Pero tras una larga y complicada campaña, se vio obligado a encerrarse en Colonia.
En Entre Ríos, Pico fue reemplazado por Juan José Viamonte, que volvió a expulsar a Basualdo de Gualeguaychú y envió a Eusebio Valdenegro a perseguirlo por segunda vez. Lo venció en Yeruá y lo expulsó de la provincia. Después pasó el río Uruguay y, unido a Rafael Hortiguera, venció a Otorgués en Rincón. Los directoriales recuperaban el terreno perdido.

### El triunfo de Artigas
Basualdo retrocedió hacia Corrientes, donde derrotó a Perugorría y lo envió al campamento de Artigas. Éste lo hizo fusilar por traición; fue uno de los pocos enemigos fusilados por orden del caudillo. A continuación, Basualdo avanzó hasta Corrientes, ocupó la ciudad y repuso en su cargo a Méndez. Después de varias semanas se retiró nuevamente hacia el sur.
Artigas reorganizó sus fuerzas en la Banda Oriental, al norte del río Negro. Hasta allí lo fue a buscar Dorrego, que unió a sus fuerzas las de Valdenegro; pero aún así, apenas contaba con 800 hombres, frente a los casi 2.000 de los federales. Pidió ayuda a Viamonte, pero éste estaba prácticamente cercado por los federales –entre los que figuraba Francisco Ramírez– y no pudo aportarle nada.
El 10 de enero de 1815, en la batalla de Guayabos o de Arerunguá, los federales –al mando de Rufino Bauzá y Fructuoso Rivera– destrozaron al ejército de Dorrego. Basualdo ocupó Concepción del Uruguay, de modo que Dorrego y Viamonte huyeron a Buenos Aires.
La noticia de la derrota llegó a Buenos Aires cuando ya era director supremo Carlos de Alvear. Éste decidió que, si Artigas y sus hombres no querían obedecer al gobierno porteño, es porque quería gobernar una Banda Oriental independiente. Entregó Montevideo a los federales el 4 de marzo, saqueándola previamente; se había llevado todas las armas, pólvora y municiones, y los regimientos formados por esclavos. Los comercios estaban vacíos y el tesoro no tenía un peso.
En Santa Fe, el gobernador Eustaquio Díaz Vélez era resistido por la población, tanto porque era porteño y no había sido elegido por la población, como por los impuestos y contribuciones forzosas que hacía pagar a sus habitantes.
El 14 de marzo de 1815 estalló una revolución en la ciudad, y esa misma noche cruzaron a Santa Fe las fuerzas de Artigas y Hereñú. Rodeado en el edificio de la aduana, Díaz Vélez debió capitular el 24 de marzo. Artigas entró en la ciudad y confirmó que la provincia entraba en la Liga de los pueblos libres, de los cuales él era el protector. El 26 de abril asumía como gobernador Francisco Candioti, el príncipe de los gauchos, el amigo de Artigas.

### Los autonomistas del interior
Incitados por la victoria de Artigas en el Litoral, los federales de Córdoba obligaron a su gobernador directorial a dimitir, y el cabildo nombró gobernador a José Javier Díaz. Éste anunció a Artigas que era su aliado, y al gobierno nacional y las demás provincias que no se separaba de la obediencia del Director Supremo.
Si bien Díaz era un autonomista, nunca llegó a romper con el Directorio; envió sus diputados al Congreso de Tucumán, y no impidió de ninguna manera las comunicaciones a través de su provincia. Por otro lado, nunca se sometió a la autoridad política de Artigas.
Por esta misma época hubo algunos movimientos autonomistas en San Juan, en San Luis, y en Santiago del Estero, cuyos espíritus eran relativamente afines al federalismo artiguista, pero fueron fácilmente derrotados.
La provincia de Mendoza se negó a aceptar la autoridad del Director Alvear, refrendando la de su gobernador local, el general José de San Martín. Pero esta rebelión se circunscribió a la persona de Alvear, y Mendoza, o mejor dicho la Provincia de Cuyo, se mantuvo firmemente sometida al gobierno central.
En cambio, el federalismo de hecho en la provincia de Salta, movilizada por el caudillo Martín Miguel de Güemes, logró un éxito absoluto. Sin embargo, Güemes nunca rompió formalmente con el Directorio. De hecho, después del fracaso de la tercera campaña al Alto Perú, las fuerzas del gobernador salteño se encargaron de la defensa de todo el país por la frontera norte, la más amenazada por los ataques realistas.

### La victoria federal se consolida
A principios de abril, Alvear lanzó una poderosa expedición hacia Santa Fe, de más de 5.000 hombres al mando de su ministro de guerra, Francisco Javier de Viana. Éste debía después pasar a la Banda Oriental o a Córdoba. Viana envió al coronel Ignacio Álvarez Thomas como vanguardia a ocupar San Nicolás de los Arroyos y Rosario. Estando en la posta de Fontezuelas –posiblemente la actual ciudad de Pergamino– se pronunció contra Alvear, anunciando que se negaba a usar sus fuerzas en una guerra civil y que contaba con el apoyo de todos sus oficiales y soldados. Sugestivamente, unos días antes había recibido la visita de un enviado de Artigas, con el que tuvo una entrevista a solas.
Días más tarde arrestó a Viana, aseguró a Artigas que firmaría un tratado de paz con él y que lograría la reunión de un congreso verdaderamente representativo, y retrocedió a Buenos Aires. Encontró la ciudad convulsionada, con movimientos militares que pedían la deposición de Alvear, y se unió a ellas, reduciendo a las fuerzas leales acampadas en Olivos. Días después renunciaba Alvear y en su lugar el cabildo elegía al general Rondeau y, como éste estaba en campaña hacia el Alto Perú, nombró como su delegado a Álvarez Thomas.
La Asamblea se disolvió, los personajes más notables de la Logia fueron deportados, y los oficiales que habían luchado contra Artigas le fueron enviados para que dispusiera de ellos. Pero él los puso en libertad, explicándoles que él no era "el verdugo de Buenos Aires".
En 15 meses, Artigas había logrado pasar de la humillación a la victoria casi absoluta: dominaba por completo las provincias de Corrientes, Entre Ríos, Misiones y la Oriental, era firmemente aliado de las de Córdoba y Santa Fe, y podía considerar al nuevo gobierno nacional como un aliado más o menos leal. Incluso se había convocado a un nuevo congreso nacional, con garantías de que los diputados serían elegidos libremente por cada provincia y que se reuniría en una ciudad del interior: sería el Congreso de Tucumán.

## El Directorio contra los federales

### Ofensiva directorial de 1815
Artigas convocó al llamado Congreso de Oriente, una organización rudimentaria, con representantes de todas las provincias litorales, que pretendía legislar para todas esas provincias. Este Congreso se abocó a firmar la paz con el gobierno nacional.
En cumplimiento de lo pactado en Fontezuelas, Artigas envió a cuatro representantes a firmar un tratado de alianza con el nuevo Director –se había abandonado el título de Supremo– Álvarez Thomas. Al llegar, éstos se encontraron con evasivas del gobierno; semanas más tarde presentaron una protesta formal por la falta de avances en las negociaciones. Se les comunicó que serían alojados en un lugar más cómodo y seguro. Resultó ser un buque en el río: habían sido arrestados. Unos días más tarde era arrestado también Mariano Vera, enviado por el gobernador Candioti a Buenos Aires para pedir armas con las cuales enfrentar la amenaza de los indios.
En esos mismos días partió una división al mando de Juan José Viamonte a apoderarse de la ciudad de Santa Fe. Los santafesinos no solo no tenían cómo defenderse, sino que además el gobernador Candioti estaba muy enfermo y hacía semanas que no gobernaba. De modo que debieron aceptar que Viamonte ocupara la ciudad.
Candioti murió al día siguiente de la entrada de Viamonte; negociando hábilmente entre el cabildo local y una junta de representantes, el 28 de agosto Viamonte hizo elegir gobernador a Juan Francisco Tarragona, que de inmediato anunció que la provincia volvía a quedar sujeta a la de Buenos Aires.
Unas semanas más tarde, Álvarez Thomas le explicó sinceramente a Artigas que había arrestado a los diputados porque, si los hubiera dejado en libertad, le hubieran avisado que enviaba un ejército hacia Santa Fe. El caudillo retiró indignado sus representantes de Buenos Aires.

### Santa Fe reconquista su autonomía
En Córdoba, separada de los “pueblos libres” por la reconquistada Santa Fe, las posiciones moderadas comenzaron a prevalecer sobre el discurso de máxima presión contra el gobierno central. El mismo gobernador Díaz mantuvo muy buenas relaciones con el director Álvarez Thomas, y organizó las reuniones entre San Martín y Pueyrredón, a través de las cuales se plasmó la idea de organizar el Ejército de los Andes y liberar Perú a través de Chile.
El centro neurálgico de la lucha en el litoral se dio en la Provincia de Santa Fe, que tenía particular importancia estratégica por su puerto fluvial. Apenas asumido el poder por las autoridades derivadas del motín de Fontezuelas, un contingente militar encomendado por el general Juan José Viamonte ingresó en esta provincia y ocupó la capital de la ciudad de Santa Fe en 25 de agosto de 1815, ante las protestas del gobernador artiguista Francisco Antonio Candioti, y el Cabildo. La ocupación de Santa Fe por los hombres de Viamonte fue decididamente violenta; varios gauchos que habían participado de la revuelta federal fueron asesinados, y los soldados saquearon los comercios de los simpatizantes del finado Candioti. La oposición comenzó a gestarse de inmediato, pero debido a la división de los grupos dirigentes entre partidarios y enemigos de Artigas, por el momento no pudo exteriorizarse. Las milicias provinciales, entre tanto, debían dedicarse a repeler los avances de los indios del Chaco, que habían llegado varias veces a los alrededores de la ciudad.
Dos días después se produjo la muerte de Candioti, y las tropas ocupantes designaron como gobernador unitario a Juan Francisco Tarragona. El regreso de Mariano Vera desde Buenos Aires aceleró las conspiraciones, y cuando Viamonte envió dos contingentes al Ejército de los Andes, decidieron que la ocasión había llegado. La insurrección comenzó en el fuerte de Añapiré, donde se sublevó el comandante Estanislao López. Vera se unió a ellos y a las milicias de Coronda, con las cuales sitiaron la ciudad. Además se apoderaron de dos buques de guerra, con los cuales bloquearon el puerto y recibieron la ayuda de José Francisco Rodríguez desde Paraná. Tras varios días de sangrientos combates, Viamonte capituló el 31 de marzo de 1816. Como condición para poder retirarse, se le impuso entregar todas sus armas; pero cuando las retiraron, los federales comprobaron que habían sido destruidas por orden de Viamonte. Éste terminó preso en el campamento de Artigas.
El Director interino Ignacio Álvarez Thomas envió entonces sobre la Provincia a un ejército que comandaba el general Eustoquio Díaz Vélez y al Ejército del Norte, bajo la conducción del general Manuel Belgrano. El comandante de San Nicolás, Díaz Vélez avanzó hacia Santa Fe por orden de Belgrano, mientras éste se establecía en Rosario. El galardonado general de las luchas anticolonialistas venía al frente de 3.000 hombres y se mostraba lleno de optimismo. El mismo afirmaba en uno de sus oficios:

“Esta guerra no tiene transacción. Los que están a mi frente son gente de desorden, y correrán luego que vean tropas”.

Díaz Vélez se adelantó a sus fuerzas y marchó solo hasta Santo Tomé, donde firmó con Cosme Maciel y Mariano Ezpeleta, comandantes de las fuerzas de Santa Fe, el Pacto de Santo Tomé, el 9 de abril. En él se reconocía la autonomía santafesina, se separaba del mando del ejército a Belgrano –que no se negó, porque quería irse cuanto antes a asumir el mando del Ejército del Norte– y la deposición de Álvarez Thomas. Éste fue reemplazado por Balcarce, y más tarde por Pueyrredón.
También se acordaba que debía firmarse un tratado definitivo; los representantes del gobierno porteño se reunieron en Rosario con el representante del Congreso de Tucumán, Miguel Calixto del Corro, y con los de Santa Fe, Maciel, Ezpeleta y Seguí. Todos ellos esperaron la respuesta del nuevo Director Supremo y del Congreso de Tucumán.
Inesperadamente, Pueyrredón respondió que no podía aceptar la separación de Santa Fe de Buenos Aires; el Congreso, imitando su accionar, rechazó el tratado. Exigió el reconocimiento inmediato de su propia autoridad, sin conceder nada a cambio, y sin que se le hubiesen incorporado los diputados de las provincias federadas. Incluso el diputado enviado por Santa Fe al Congreso, Seguí, fue arrestado; no se le permitió marchar a Tucumán hasta que el gobernador Vera hubiese aceptado las condiciones impuestas.
Artigas anunció que no enviaba los diputados de sus provincias aliadas hasta que no se ratificara el Pacto de Santo Tomé, que debía demostrar la buena voluntad del Directorio. De modo que las provincias del Litoral no estuvieron representadas en la Declaración de la Independencia de Argentina.
Pueyrredón ordenó entonces una tercera invasión sobre Santa Fe; Díaz Vélez llegó por el río Paraná y se apoderó de la ciudad el 4 de agosto. Pero los santafesinos retiraron todas sus tropas a los alrededores y sitiaron la ciudad, atacándola todas las noches y dejándola sin víveres. Sorpresivamente, Díaz Vélez abandonó la ciudad el 31 de agosto, también por el río.
A pesar de los conflictos entre el Directorio y Santa Fe, durante el año 1817 no hubo nuevas hostilidades.

### La invasión portuguesa y sus consecuencias
En Montevideo, el gobierno de Otorgués fue muy negativo, y la mayor parte de los españoles fueron expulsados. La población de Montevideo pidió el relevo de Otorgués y el cabildo eligió para reemplazarlo a Miguel Barreiro, un abogado partidario de Artigas. Desde entonces la ciudad se mantuvo en paz, y Artigas pudo llevar adelante un gobierno progresista y democrático en el interior de la Provincia Oriental. Hizo profundas reformas sociales y repartió las tierras, las vacas y los bienes muebles de los emigrados entre los pobres.
Algunos de sus hombres hicieron algunas correrías por el sur del Brasil, pero se trató de hechos aislados, además de actos de ocupación en distintos puntos de una frontera en disputa y mal definida. Pero con la excusa de las depredaciones que habrían hecho los artiguistas, los portugueses presentaron quejas ante los gobiernos de Montevideo y de Buenos Aires.
Los españoles emigrados fueron a establecerse en Río de Janeiro. Allí pedirían al rey Juan de Portugal, que residía en esa ciudad, la invasión a la Banda Oriental. Animado a ello también por algunos rioplatenses como Manuel José García y Nicolás Herrera, el rey inició en agosto de 1816 una serie de ataques al norte de la Banda Oriental. La que se desarrolló entonces fue una guerra internacional, una guerra de independencia, por lo que no cabe considerarla guerra civil. Pero sus causas y consecuencias son, al menos en parte, puramente internas y derivadas del conflicto del Directorio con Artigas.
A principios del año 1817 la invasión se generalizó con más de 10.000 soldados bien equipados y armados. El avance portugués se hizo incontenible. A mediados de ese mismo año, el general portugués Lecor hizo su entrada triunfal en Montevideo. Las fuerzas de Artigas siguieron resistiendo, cada vez más debilitadas, pero la popularidad del caudillo hacía que siempre pudiera rehacerse.

### La derrota federal en el interior
El gobierno federal cordobés se enfrentaba a la resistencia del Directorio con pocas posibilidades de éxito. No podía contar con ninguna ayuda eficaz de los federales del litoral, tenía relaciones cada vez peores con el gobierno central, enfrentaba una oposición radical en su mismo territorio, y había perdido a La Rioja, que se había sometido al Directorio.
Una última Sublevación autonomista de Borges en Santiago del Estero, vencida en los últimos días de 1816, y por la que el coronel Juan Francisco Borges fue ejecutado, empeoró aún las relaciones de los federales del Interior con el Directorio.
La oposición de los diputados cordobeses al traslado del Congreso de Tucumán a Buenos Aires y las desavenencias entre los federales partidarios de Artigas y los de Díaz desencadenó la represión directorial sobre Córdoba.
Díaz fue reemplazado en el gobierno por el directorial Ambrosio Funes, y tras algunos meses en que los federales intentaron una resistencia desesperada, el nuevo gobernador, Manuel Antonio Castro, nombrado por el director Supremo, volvió a la provincia a la completa sumisión al gobierno central.
No obstante, las montoneras en el este y sudeste de Córdoba siguieron haciendo apariciones esporádicas. La crueldad con que eran tratados los montoneros capturados no las aquietó: durante más de dos años siguieron atacando esporádicamente las posiciones del ejército directorial, uniendo a sus fuerzas a los desertores de este.

### La guerra en Entre Ríos
Las sucesivas derrotas sufridas por el Protector en la resistencia contra la invasión portuguesa determinaron que algunos de los principales caudillos de la provincia –Hereñú, Samaniego, Gervasio Correa– buscaran un acuerdo con Buenos Aires. A fines de 1817, Pueyrredón envió armas al comandante Eusebio Hereñú, de Paraná, lo que Artigas interpretó como una insubordinación del caudillo entrerriano. Herenú fue depuesto, con lo que la influencia del Protector se hizo aún mayor en esta provincia clave. De modo que Hereñú abandonó la ciudad y se puso de acuerdo con los otros caudillos del sur de la provincia, Samaniego, Correa y Carriego.
Durante meses se sucedieron operaciones en el interior de la provincia, sin enfrentamientos serios, hasta que el director envió en auxilio de éstos una expedición al mando del coronel Luciano Montes de Oca. Este desembarcó cerca de Gualeguay e inició el avance hacia el interior de la provincia, pero fue sorpresivamente atacado y derrotado por Gorgonio Aguiar en Santa Bárbara, el 4 de enero de 1818. Montes de Oca abandonó rápidamente la provincia.
Samaniego y Hereñú lograron tomar la ciudad de Paraná, de donde los expulsó Aguiar el 16 de febrero. De modo que Hereñú y Correa pasaron a Santa Fe, incorporándose al Ejército de Observación porteño.
El 22 de marzo desembarcó el coronel Marcos Balcarce en Paraná con 500 hombres y se unió a los cuatro caudillejos directoriales. De inmediato comenzó su avance hacia el interior de la provincia, pero fue atacado el día 25 y completamente derrotado en Saucesito por Francisco Ramírez. Los derrotados abandonaron la provincia.
El 10 de octubre Hereñú intentó un nuevo ataque a Paraná desde el río, pero fue rechazado por Ricardo López Jordán (padre), medio hermano de Ramírez. A fin de año reapareció Correa, pero fue derrotado en Ñancay por Ramírez, el 5 de enero de 1819.
La provincia quedaba firmemente en manos de Francisco Ramírez; este no era el gobernador sino solamente el comandante de Concepción del Uruguay, subordinado de Artigas. En Paraná, mientras tanto, ejercieron la comandancia Vera, nuevamente Rodríguez, y luego Romualdo García.

### Conflictos internos en Corrientes
Después de la muerte de Perugorría parecía que la paz reinaba en Corrientes, sólidamente federal, y el único conflicto a solucionar era mantener en orden a las fuerzas militares, muy indisciplinadas. El nuevo gobernador, José Silva, armó dos barcos con pequeños cañones y los colocó en defensa de los puertos de Corrientes y Goya; poco después interrumpió el tráfico naval con Buenos Aires, lo que fue respondido con breves ataques navales porteños.
La invasión portuguesa llegó también al territorio correntino, pasando por Misiones. Los correntinos se negaron a defender a los indígenas guaraníes, por lo cual estos hicieron varias correrías por el interior de Corrientes – recordemos que Misiones llegaba hasta cerca de la actual Paso de los Libres.
La llegada del exgobernador Méndez en mayo de 1818 inició un enfrentamiento provincial, como había ocurrido en Entre Ríos: los capitanes Francisco Vedoya y Miguel Escobar se pelearon por ser los primeros en derrocar a Méndez. El triunfador fue Escobar, y Méndez fue derrocado; en un principio Vedoya acordó con él el reparto del poder, pero los hombres de Escobar lo abandonaron y Vedoya lo atacó y derrotó junto al río Corriente.
Escobar se refugió en Curuzú Cuatiá junto al irlandés Pedro Campbell y en su ayuda vino el cacique Andrés Guazurarí, el ahijado de Artigas. Tras una serie de combates contra Vedoya y sus seguidores, ocupó la ciudad de Corrientes el 16 de agosto con setecientos guaycurúes. Durante su ocupación el cacique guaraní no se comportó con crueldad pero humilló a sus clases dirigentes, obligándolas a obedecer y reverenciar a un indio durante diez meses. Cuando se retiró, reapareció Miguel Escobar que logró ocupar la capital, pero unas semanas más tarde sus fuerzas fueron masacradas. Abipones y guaycurúes habían empezado a migrar desde el Chaco desde 1814 con permiso de Artigas a cambio de aportar guerreros a sus fuerzas. Dos años después establecieron una colonia agrícola cerca de Purificación gracias a la intervención del caudillo, pues el cabildo de Corrientes se negaba a cederles tierras acusándolos de lanzar malocas contra sus haciendas. Al caudillo también se le habían sumado masivamente guaraníes, charrúas y minuanes a sus fuerzas. La campiña de la Banda Oriental estaba poblada por numerosos clanes de charrúas, minuanes y guaraníes que habían abandonado las reducciones, adoptado el uso del caballo y se nutrían del abundante ganado cimarrón que ahí vivía. El movimiento artiguista consiguió su principal base de apoyo entre las regiones de mayoría indígena o mestiza, especialmente aquellas donde habían migrado mayor cantidad de guaraníes de las reducción desde la expulsión de los jesuitas.
Mientras tanto Campbell se puso al mando de la flotilla federal, con la que hizo una campaña a Santa Fe que terminó en un desastre. Pero logró reunir una segunda flota, con la que atacó el 26 de diciembre al comandante naval porteño Ángel Hubac, frente a Colastiné. Hubac resultó vencedor pero murió en el ataque. Los hombres de Campbell quedaron a pie, y formarían una parte de la caballería que lucharía en la batalla de Cepeda (1820).

### Quinta invasión a Santa Fe
Mientras Artigas y sus hombres luchaban contra la invasión portuguesa, el gobernador Vera se mantenía en paz con el gobierno de Buenos Aires, en parte responsable de esa invasión. La presión de Artigas para que lo ayudara en su lucha no tuvo resultado, por lo cual se formó un grupo opositor al gobernador, partidario de colaborar con el caudillo oriental. Este organizó una revolución el 14 de julio de 1818 y lo obligó a llamar a un cabildo abierto que, inesperadamente, reeligió a Vera por aplastadora mayoría.
Pero Vera no quiso una guerra civil en la provincia y se retiró a Paraná. La situación era anárquica, pero el 23 de julio entró Estanislao López a la ciudad y se nombró a sí mismo gobernador. Más tarde sería electo por el cabildo y tendría un enorme apoyo popular.
Algunos de los hombres de Vera –e incluso varios de sus opositores– quedaron descolocados con este final y se trasladaron a Rosario. El alineamiento con el artiguismo por parte de López determinó que Pueyrredon a finales de 1818 enviase un nuevo ejército al mando de Juan Ramón Balcarce de 5000 soldados con buenos pertrechos, ubicado en San Nicolás. Balcarce recibió instrucciones del ministro Tagle de avanzar hacia Santa Fe. Luego de una fugaz ocupación de la capital santafesina, Balcarce debió retroceder, causando destrozos, estragos y una gran depredación de los ganados, lo que provocó un considerable aumento de su desprestigio. Por otro lado, Pueyrredón llamó en su ayuda al Ejército del Norte que comandaba Belgrano y otras tropas contabilizando un total de unos 7000 hombres, de los cuales se desprendió una columna al mando de Juan Bautista Bustos para atacar también la provincia por el oeste. Esto retrasó las operaciones hasta noviembre, pero tenía la ventaja de tomar a López entre dos fuegos: uno de los dos ejércitos tomaría sin duda la ciudad de Santa Fe.
Pueyrredón ordenó también a San Martín que acudiera desde Chile para participar en este combate, pero el Libertador se negó a obedecer.
Mientras que López avanzó hacia el sur de la provincia rápidamente, con lo cual retrasó el avance de Balcarce. Pocos días más tarde eludió las avanzadas del Ejército del Norte y apareció repentinamente en Fraile Muerto, en la provincia de Córdoba, frente a las fuerzas de Bustos. El 8 de noviembre, los montoneros fueron rechazados por la defensa de Bustos tras un cerco de carretas, pero se llevaron todos los caballos de recambio y las vacas de consumo. Bustos no había sido derrotado, pero quedaba inmovilizado.
Rápidamente López volvió contra el ejército de Balcarce, que ya había ocupado Rosario y avanzaba hacia Santa Fe con unos 3.700 hombres. El día 17 derrotó a la avanzada de caballería de este en el Carrizal, y tres días más tarde comenzó a atacar con guerrillas al ejército directorial. Pese a que Balcarce quiso obligarlo a una batalla frontal, solo consiguió quedar aislado en el campo, sin caballos ni alimentos. De todos modos consiguió llegar al río Salado, donde el coronel Rafael Hortiguera logró vencer a los federales en Paso de Aguirre, con lo cual Balcarce ocupó la capital.
De allí envió a Hortiguera a perseguir a López hacia el norte, pero este lo destrozó en Monte Aguiar, a nueve leguas de allí. Balcarce quedó en una ciudad sitiada, sin caballería y sin alimentos. Unos días más tarde comenzó la retirada, destruyendo todo a su paso y arreando el ganado que encontraban. En parte este fue recuperado por los federales, pero las pérdidas fueron enormes. Balcarce se encerró en Rosario, y resistió durante casi un mes los ataques federales.
Por esas fechas, Belgrano escribiría:

“Es urgente concluir esta guerra por cualquier medio; todo es desolación y miseria. Para esta guerra ni todo el ejército de Jerjes es suficiente [...] No bien habíamos corrido a los que se nos presentaron y ya volvieron a situarse en nuestra retaguardia y por los costados [...] ¿De donde sacamos caballos para correr por todas partes y con efecto? [...] el ejercito a mi mando no puede acabarla (esta guerra); podrá contener de algún modo, pero ponerle fin no lo alcanzo, si no es por un avenimiento.”

El 29 de enero de 1819 el ejército directorial se embarcaba hacia Buenos Aires, pero antes incendió la villa de Rosario. Un ejército llamado nacional había destruido completamente una villa en una provincia rebelde.

### Sexta invasión a Santa Fe
Poco después acampaba en las ruinas de Rosario el general Viamonte, al frente de 2500 hombres. Repitiendo la estrategia que ya había fracasado, también fueron movilizados 800 hombres del Ejército del Norte, al mando de Bustos, acompañado esta vez por los coroneles José María Paz y Lamadrid.
López repitió su estrategia: atacó a Bustos en La Herradura, sobre el río Tercero, donde este se había acantonado con tres de sus lados protegidos por las barrancas del río, y el frente por las carretas, intercaladas con cañones. López lo atacó con 2000 hombres –además de partidas de montoneros sueltos, que no participaban en las batallas– el 18 de enero. Esta vez no se pudo llevar los caballos, por lo que repitió el ataque al día siguiente; cada vez que los santafesinos se retiraron, fueron perseguidos por la caballería de Lamadrid y Paz, pero éstos fueron repelidos.
La batalla quedó en un empate, aunque en comparación con la anterior fue mucho menos útil para López, que además perdió 150 hombres; por eso suele ser considerada una victoria de Bustos.
Entonces López hizo algo más atrevido: abandonó el lugar, pero no hacia Santa Fe, sino hacia Córdoba. Allí pudo comprobar que el resto del Ejército del Norte –excepto una pequeña fracción que quedó había quedado en Tucumán–, más de 2500 hombres en total, estaba acantonado en Pilar, sobre el río Segundo, al mando de Belgrano. Informado del avance porteño, regresó rápidamente a su provincia. Tuvo tiempo de apoyar el ataque de los federales locales al fuerte de El Tío antes de iniciar sus acciones contra las fuerzas de Viamonte, que, para su sorpresa, se movían con extrema lentitud.
Pero había logrado, al menos, obligar a Bustos a retroceder hasta cerca de la ciudad de Córdoba. El coronel Hortiguera había ocupado la villa de Coronda, a mitad de camino entre Rosario y Santa Fe. López lo volvió a derrotar, y solo después avanzó hasta Rosario. Puso sitio a la destruida villa.
Cuando estaba iniciando el sitio de Rosario, López recibió una carta interceptada por sus hombres, en la que el director Supremo ordenaba a San Martín abandonar la proyectada campaña al Perú para atacar a los federales. Entonces se dio cuenta de que la guerra de independencia estaba perdida, si tanto el Ejército del Norte como el Ejército de los Andes se dedicaban a la guerra civil. Envió alarmado la carta a Viamonte e inició tratativas de paz.
El Tratado de San Lorenzo, firmado el 12 de abril de 1819 entre Ignacio Álvarez Thomas en representación de Viamonte y Agustín Urtubey en nombre de López, establecía que:
- Las fuerzas directoriales abandonarían la provincia de Santa Fe;
- Las fuerzas de López debía retirarse al norte del río Carcarañá;
- Las fuerzas auxiliares de Entre Ríos, que luchaban a órdenes de López, volverían a esa provincia;
- Podrían pasar fuerzas nacionales a través del territorio santafesino, pero solo en grupos reducidos;
- Establecía la posibilidad de extender el acuerdo a las demás provincias de la Liga Federal.

El tratado fue firmado por el Directorio a través del ministro de guerra, Matías Irigoyen.
El tratado había sido firmado en contradicción con las disposiciones de Artigas, y el Protector se mostró disconforme con su texto, debido a que permitía el comercio entre Santa Fe y Buenos Aires, cosa que Artigas había tratado de impedir desde 1817. Este tratado determinó las primeras diferencias serias de Artigas con López y Ramírez.

## La caída del Directorio

### Vuelve la guerra civil
Durante los primeros meses de 1819 hubo paz entre los federales y el Directorio; solamente se conservaban relativamente activas algunas montoneras en Córdoba.
Como consecuencia de la victoria federal en las provincias, Pueyrredón presentó su renuncia a cargo del director supremo el 24 de abril de 1819. Permaneció, sin embargo, en el cargo hasta el 10 de junio, cuando el Congreso escogió para sustituirlo a José Rondeau. Aunque aparentemente procuró en los primeros momentos aproximar posiciones con Artigas, a quien envió una carta llamándole “tocayo” y recordando con lenguaje afectuoso viejas luchas llevadas en común, muy pronto se hizo evidente que el nuevo director no solo no cambiaría la política hostil ante el federalismo sino que, si cabe, estaba dispuesto a reforzarla. Cuando aún era solo un jefe militar, en 1817, Rondeau escribía a Lecor sobre:

“que se hacia cada día mas urgente la necesidad de acabar con los enemigos comunes y que las tropas portuguesas ocupen el Entre Ríos para destruir el anarquismo, cuyos efectos comienzan a sentirse en esta banda, y obviar de esta manera los inconvenientes que han de poner José Artigas y demás caudillos al proyecto de pacificación de este virreinato”

El Director decidió entenderse con el gobernador portugués Lecor y le propuso atacar a los federales hasta el río Paraná, esto es, quitarles Entre Ríos y Corrientes.
Rondeau le anunció al embajador García este pacto, pero la carta cayó en manos de un periodista de Montevideo, que abandonó la ciudad y se la llevó a Artigas. Era José Miguel Carrera, exdirector de Chile y feroz opositor de los directoriales. Este pretendía llegar de alguna manera a Chile, a vengar la derrota de su partido a manos de Bernardo O'Higgins y de San Martín, y la muerte de sus dos hermanos, fusilados en Mendoza.
Artigas, indignado con la actitud de Rondeau, envió copias de dicha carta a Francisco Ramírez y Estanislao López. Estos caudillos, gobernadores respectivamente de Entre Ríos y Santa Fe, se reunieron en Coronda y acordaron romper el Acuerdo de San Lorenzo y avanzar sobre Buenos Aires con el objetivo de atacar Buenos Aires, deponer al Directorio y obligar a las demás provincias a participar de la lucha contra los portugueses.
El Director ordenó a San Martín regresar con su ejército desde Chile hasta Córdoba para atacar Santa Fe, pero este desobedeció abiertamente, continuando con la preparación de la expedición al Perú. Idéntica orden recibió Belgrano, comandante del Ejército del Norte, que obedeció a regañadientes y se movió lentamente hacia el sur. Poco después dejó el mando del ejército en manos de su segundo, el general Francisco Fernández de la Cruz, por razones de salud.
A principios de octubre, una partida de santafesinos detuvo un convoy de carretas que se dirigía al norte, por violar una de las disposiciones del Tratado de San Lorenzo. Encontraron que allí viajaban dos diputados del Congreso de Tucumán, que fueron provisoriamente arrestados. También viajaba el general Marcos Balcarce, que debía tratar de convencer a San Martín de traer de regreso el Ejército de los Andes y en caso de negativa presuntamente tenía orden reemplazarlo en el mando del mismo para cumplir la orden.
López se puso en movimiento y llamó en su auxilio a Francisco Ramírez, que de inmediato cruzó el río Paraná llevando consigo a Carrera y una prensa. A principios de noviembre, Ramírez atacó la provincia de Buenos Aires, y durante quince días recorrió, con solamente 500 hombres, todo el norte de la provincia enemiga. Saqueó los pueblos y las estancias, y arreó hacia Santa Fe todo el ganado y los caballos que encontraba. De esa manera dejaba sin alimentos y sin caballadas de repuesto a Rondeau, además de reponer algo de lo que había perdido Santa Fe en las incursiones de años pasados. A fines de noviembre, Ramírez se instaló en Rosario. Allí se le unió un refuerzo llegado desde Corrientes al mando del capitán irlandés Campbell. En todo este tiempo, Rondeau estaba acantonado en Luján, perfectamente inactivo.
Pocos días más tarde, Felipe Álvarez lanzó una gran ofensiva en todo el sur de Córdoba y tomó el fuerte de Fraile Muerto. Fue sorprendido por el avance del Ejército del Norte el 24 de noviembre, y el general Bustos le causó 16 bajas. De todos modos ocupó la posta de Cruz Alta, abandonándola poco antes de que el Ejército pasara por allí. Mientras tanto, Guevara ocupaba nuevamente el fuerte de El Tío.

### El motín de Arequito y sus consecuencias
Al mando del general Fernández de la Cruz, el Ejército del Norte se puso en marcha hacia el sur con intención de unirse al ejército de Rondeau y atacar juntos a los federales. Pero al llegar a la posta de Arequito el 8 de enero de 1820, el general Bustos, apoyado por los coroneles Alejandro Heredia y José María Paz, dirigió la sublevación general de los cuerpos militares. Anunciaron a Fernández de la Cruz que se negaban a continuar con la guerra civil y regresaban al frente norte. Explícitamente se declararon neutrales en el enfrentamiento entre los federales y el Directorio, para no ser acusados de haberse pasado al enemigo.
Tras una serie de discusiones en que casi llegaron a un enfrentamiento, Bustos obligó a Fernández de la Cruz a entregarle su ejército y su armamento, y arrestó a su exjefe y a algunos oficiales.
Al día siguiente Bustos inició el regreso a Córdoba y escribió a López y a Rondeau, explicándoles las causas de lo ocurrido y sus planes de regresar al norte. En una de esas cartas aclaraba que 

"las armas de la Patria, distraídas del todo de su objeto principal, ya no se empleaban sino en derramar sangre de sus conciudadanos, de los mismos cuyo sudor y trabajo les aseguraba la subsistencia."

El 19 de enero renunció el gobernador Castro. Un cabildo abierto nombró sucesor a Javier Díaz, como interino. Bustos y el Ejército del Norte fueron recibidos en triunfo. Poco después, Bustos era electo gobernador.
A fines de 1819 había estallado una revolución en la provincia de Tucumán –que incluía Santiago del Estero y Catamarca– con lo que ésta había quedado separada de la obediencia al Directorio.
Casi en la misma fecha del Motín de Arequito, una división del Ejército de los Andes, acuartelada en San Juan, se rebeló contra la autoridad local. Depuso al teniente de gobernador, y precipitó la autonomía de Mendoza y San Luis, separándolas de la obediencia al Directorio y disolviendo además la provincia de Cuyo.
Cuando llegó el momento de enfrentar a los caudillos federales, Rondeau no tenía autoridad alguna fuera de la Provincia de Buenos Aires.

### Cepeda
Al saber de la primera invasión de Ramírez Rondeau no había hecho nada ya que esperaba al Ejército de Norte. Sorprendentemente, una vez que comprobó que este nunca llegaría, justamente cuando la situación se hacía más contraria a él, decidió avanzar hacia el enemigo al frente de su ejército de 2.000 hombres.
El 1.º de febrero le salieron al cruce 1600 soldados federales, todos de caballería: unos 600 entrerrianos, otros tantos santafesinos y 400 correntinos. El comando federal estaba compartido, pero es probable que lo haya asumido Ramírez.
Un grave error táctico de Rondeau permitió a los federales vencerlo con mucha facilidad. La batalla duró unos diez minutos: toda la caballería desapareció, arrastrando en su huida a Rondeau.
Ramírez intimó rendición al jefe de la infantería, Juan Ramón Balcarce, pero este se retiró ordenadamente hacia San Nicolás de los Arroyos. Algunos de los federales comenzaron a tirotearlos, pero Ramírez ordenó suspender el ataque, ya que necesitaba esos infantes vivos para luchar contra los portugueses.
López y Ramírez enviaron una nota al pueblo de Buenos Aires, dándole un tiempo de 8 días para deliberar sobre su suerte y comunicarles su decisión a los jefes vencedores. Cumplido el plazo, avanzaron hacia la capital, anunciando que no iban en tren de conquista sino a salvaguardar sus instituciones, dejándolos en plena libertad para que elijan el gobierno que les convenga. Solo esperaban el anuncio de que los porteños se gobernaban libremente para abandonar el territorio de la provincia hermana.

### El Tratado del Pilar
Rondeau logró llegar hasta Buenos Aires y se hizo cargo de su puesto. Pero ya era tarde: el general Soler, jefe del Ejército de Reserva –formado por viejos, lisiados y novatos– instalado en Puente de Márquez, exigió al cabildo porteño que disolviera el Congreso Nacional y derrocara al Director. El pedido era refrendado por varios jefes militares, como Hilarión de la Quintana, Florencio Terrada, Manuel Guillermo Pinto, Manuel Pagola y Ángel Pacheco.
El 11 de febrero, Rondeau renunciaba a su cargo. El Congreso de Tucumán se consideró disuelto, y sus diputados huyeron a sus provincias.
La presión de López y Ramírez logró que el primer gobernador autónomo de Buenos Aires fuera Manuel de Sarratea, que había venido con los caudillos y a quien éstos habían enviado a la ciudad a lograr la caída del Director. Este firmó con López y Ramírez el Tratado del Pilar, del 23 de febrero de 1820, por el cual se transaba la paz y se convocaba a las provincias a un nuevo congreso, a sesionar en San Lorenzo (Santa Fe). Por una cláusula secreta, se acordaba la entrega de armamento a los ejércitos invasores.
Pero entre la batalla y el tratado había ocurrido una novedad, que cambiaría todo: había llegado al campamento federal la noticia de la derrota de Artigas en la batalla de Tacuarembó, ocurrida el 29 de enero, a raíz de la cual este había evacuado la Banda Oriental hacia Corrientes.
Por eso, en el tratado se dejaba a criterio posterior de los firmantes la colaboración en la guerra contra Portugal y se invitaba a Artigas, mencionado apenas como gobernador de la Provincia Oriental, a adherir al Tratado.
Poco después entraron a la ciudad los jefes federales, que se portaron respetuosamente y fueron bien tratados por los nuevos gobernantes. La humillación de la derrota, creyeron, sería suficiente para garantizar la paz en un pie de igualdad.
Pero, desde ese momento, la ciudad de Buenos Aires quedó sumida en la llamada Anarquía del Año XX, que involucraría nuevos enfrentamientos con las provincias del Litoral.

## Consecuencias
Como consecuencias de esta larga guerra civil, que duró seis años, se pueden mencionar:
- La caída del gobierno del Directorio.
- La autonomía provincial de las provincias de Corrientes, Entre Ríos y Santa Fe, que ya no dependerían de la de Buenos Aires.
- La igualación, al menos teórica, de los derechos de autogobierno de los pueblos de cada una de estas provincias.
- La autonomía nominal de la Provincia Oriental; ésta no podía ser aplicada, porque se encontraba invadida por Portugal. Cuando fuera nuevamente aplicada, por medio de la Guerra del Brasil y los tratados que le dieron fin, se convertiría en la Independencia absoluta de la República Oriental del Uruguay.
- El régimen federal de gobierno para toda la Argentina. Este sería ignorado aún unos años por los unitarios, pero finalmente prevalecería.

Esta guerra sería solo la primera de las guerras civiles argentinas. La definitiva configuración política de la Argentina obligaría a sus provincias a combatir entre sí durante otros sesenta años, hasta la pacificación definitiva en 1880.